# Fabbrica Italiana Auto Moto

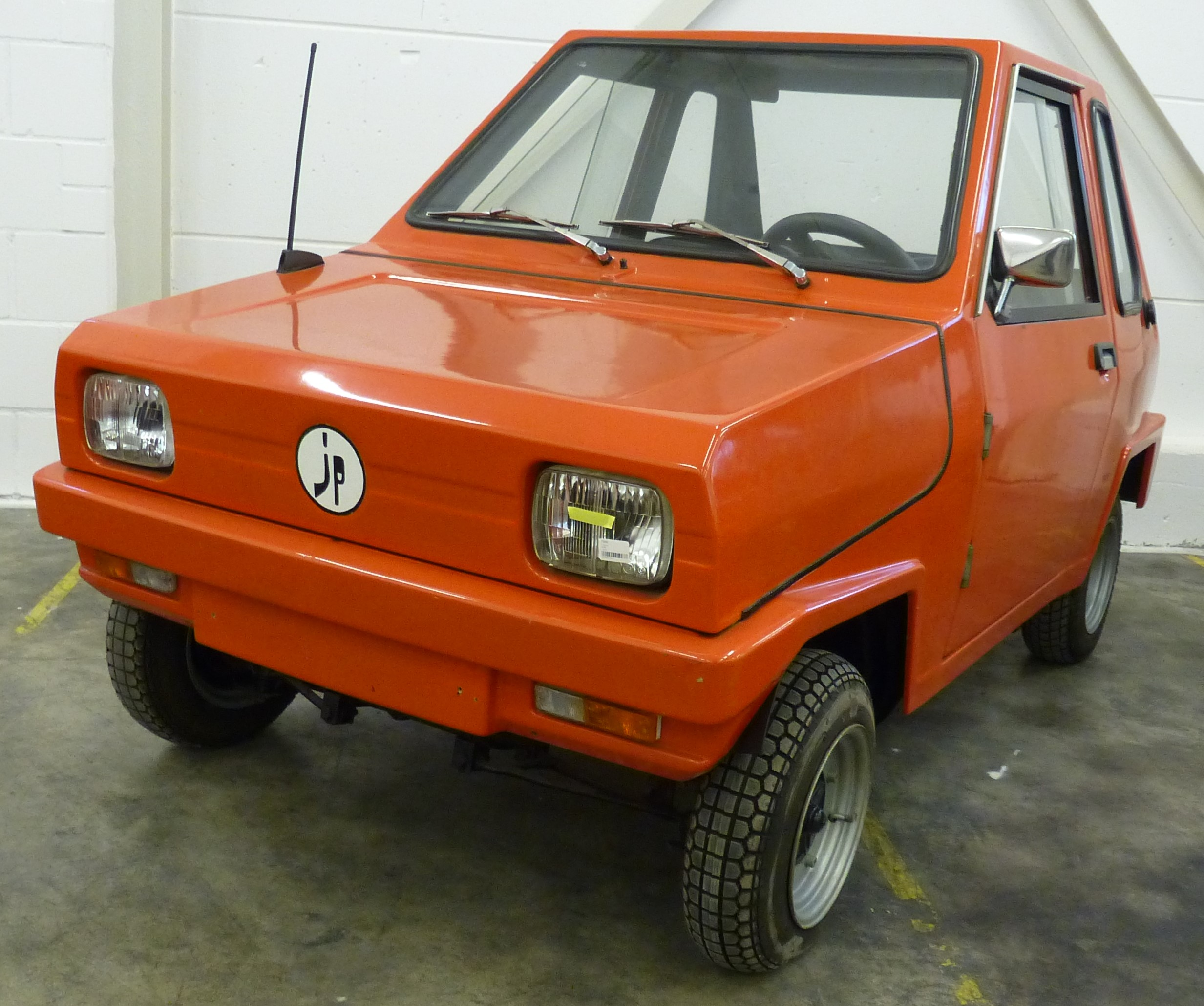
FIAM Johnny Panther von 1979

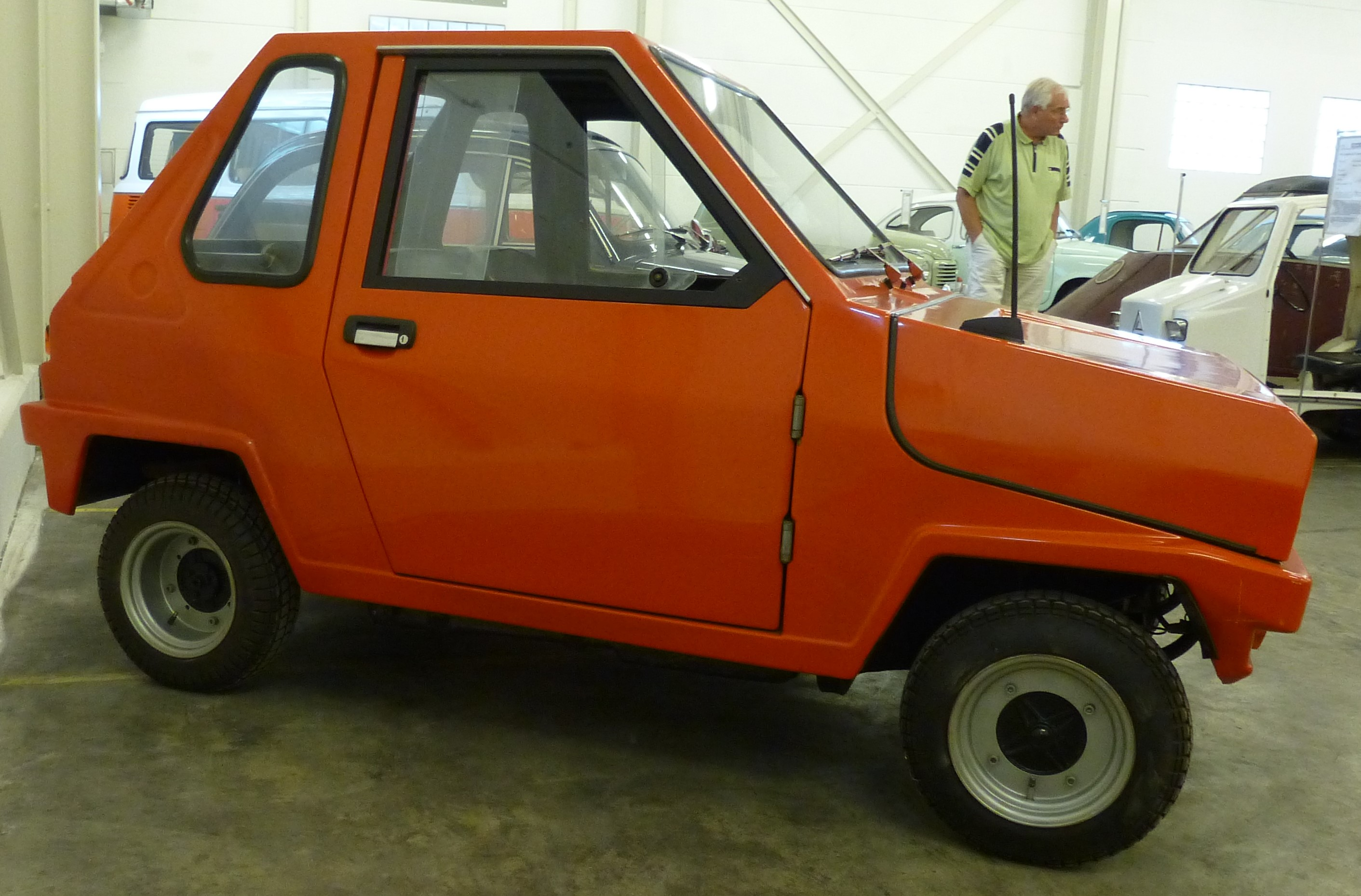
Seitenansicht

Fabbrica Italiana Auto Moto Srl war ein italienischer Hersteller von Automobilen.

## Unternehmensgeschichte
Das Unternehmen aus Coriano begann 1978 mit der Produktion von Automobilen, die als FIAM vertrieben wurden. 1981 endete die Produktion.

## Fahrzeuge
Es entstanden Kleinstwagen mit drei und vier Rädern. Das zweisitzige Modell Johnny hatte wahlweise einen Motorrad-Motor von Moto Morini mit 125 cm³ Hubraum und 10 PS oder einen Motor von Sachs mit 50 cm³ Hubraum. 1979 folgten ein Modell mit Zündapp-Motor und ebenfalls 50 cm³ Hubraum sowie das Modell Johnny Golf. 1981 erschien der Johnny Panther, der einen Motor mit 272 cm³ Hubraum hatte. Dieses Fahrzeug mit Rohrrahmen hatte eine Karosserie aus Kunststoff und war 238 cm lang, 125 cm breit und 135 cm hoch. Das Getriebe hatte vier Gänge, und die Bremsen wirkten auf alle vier Räder.